# Quenelle
A quenelle é um bolinho feito com carne ou peixe muito condimentados, ligados com clara de ovo e natas, ovos batidos ou manteiga e farinha. Com esta mistura obtêm-se as bolas que são cozidas em água. As quenelles são servidas gratinadas com vários molhos ou sopas.
Em Lião e Nantua são comuns quenelles de brochet (peixe lúcio), geralmente com molho de peixe ou creme.